# Gallia (diocesi)
La diocesi di Gallia (latino: dioecesis Galliarum, "diocesi delle Gallie") era una diocesi del tardo Impero romano, appartenente alla prefettura del pretorio delle Gallie. Fondata nel 314 e avente come capitale Augusta Treverorum, finì come parte del Regno di Soissons nel 486, con la conquista dei Franchi.
Comprendeva la Gallia settentrionale e orientale, cioè la Francia nord ed ad est della Loira, inclusi i Paesi Bassi e la moderna Germania ad occidente del Reno.
Amministrativamente era suddivisa in:
- Alpes Poeninae et Graiae
- Belgica I
- Belgica II
- Germania I
- Germania II
- Lugdunensis I
- Lugdunensis II
- Lugdunensis III
- Lugdunensis IV
- Maxima Sequanorum

## Storia
La diocesi fu istituita dopo le riforme amministrative di Diocleziano e Costantino I, nel 314 circa.
All'inizio del V secolo, nel 406, la frontiera del Reno fu sfondata e le province della Gallia furono devastate da Vandali (divisi in Silingi e Asdingi), Alani e Suebi, spinti ad invadere l'Impero dalla migrazione degli Unni nella pianura ungherese. Costantino, un usurpatore dalla Britannia, vista la tardiva reazione del governo centrale all'invasione, portò le sue legioni britanniche in Gallia per difenderla dagli invasori del Reno, riuscendo a spingerli ad abbandonare la Gallia per stanziarsi in Spagna (409). Costantino "III" strappò quindi il governo della prefettura delle Gallie al governo centrale di Ravenna, cercando di prevenire ulteriori invasioni firmando un trattato di pace con Franchi, Alemanni e Burgundi. Tuttavia, durante la sua usurpazione, l'autorità romana in Gallia settentrionale iniziò a vacillare. Intorno al 409 le province dell'Armorica si rivoltarono sotto la spinta dei gruppi separatisti Bagaudi, mentre i Burgundi si impossessarono di parte della provincia di frontiera della Germania Inferiore intorno al 411.
Dopo che il generale Flavio Costanzo (il futuro Costanzo III) ebbe sconfitto gli usurpatori nelle Gallie, tentò di ripristinare l'autorità romana nella Gallia settentrionale, inviando Esuperanzio a sconfiggere i Bagaudi dell'Armorica nel 417, e Castino a respingere le incursioni franche nel 420. Sembra però che il dominio romano nella Gallia a nord della Loira fosse diventato quasi nominale (nella commedia Querolus del V secolo al protagonista viene detto che se vuole andare a vivere in un luogo dove le leggi romane non valgono deve andare a nord della Loira) e che in realtà la diocesi di Gallia divenne un territorio militarizzato conteso dagli eserciti romani, dai separatisti Bagaudi e dagli invasori Franchi, Burgundi e Alamanni. Infatti la Gallia settentrionale venne da allora chiamata "Gallia Ulteriore" in contrapposizione alla Gallia meridionale, dove il controllo romano era più saldo (nonostante la presenza dei Visigoti nella Gallia sud-occidentale).
A partire dal 432 il generale Ezio cercò di ripristinare il controllo romano nella "Gallia Ulteriore" tramite un'alleanza con gli Unni, a cui dovette però cedere in cambio gran parte della Pannonia. Dopo aver stabilizzato la frontiera del Reno, Ezio attaccò con gli Unni i Burgundi, sottomettendoli e deportandoli nei dintorni del lago di Ginevra, dove li costrinse a servire militarmente l'Impero difendendo la regione da altri barbari. Poi si volse a ripristinare l'autorità romana anche nell'Armorica, dove si erano di nuovo rivoltati i separatisti Bagaudi, riuscendo a vincere i ribelli con l'aiuto degli Unni. Successivamente, per prevenire altre rivolte bagaude, Ezio stanziò nella regione mercenari alani.
La regione fu poi invasa da Attila, re degli Unni, nel 452, che fu però sconfitto dall'esercito di Ezio composto da numerosi foederati barbari. Alla fine degli anni 450 a difendere militarmente la regione fu Egidio, che nel 461 rifiutò di riconoscere come nuovo imperatore Libio Severo e staccò la Gallia settentrionale dall'Impero, di fatto creando il Regno di Soissons, che fu l'unico territorio rimasto ai Romani dopo la fine dell'Impero romano d'Occidente (476). Nel 486 tuttavia il re dei Romani Siagro fu sconfitto nella battaglia di Soissons dai Franchi, che conquistarono tutto il regno di Soissons, ponendo di fatto fine all'amministrazione romana della regione e dunque alla diocesi di Gallia.